# Praon uroleucon
Praon uroleucon är en stekelart som beskrevs av Tomanovic och Kavallieratos 2003. Praon uroleucon ingår i släktet Praon och familjen bracksteklar. Inga underarter finns listade i Catalogue of Life.